# R. Edward Freeman
Robert Edward Freeman (Columbus, 18 de dezembro de 1951) é um filósofo americano e professor de administração de empresas da Universidade da Virgínia, conhecido por seu trabalho sobre a teoria dos stakeholders (1984) e sobre ética empresarial.

## Biografia
Nascido em Columbus, Geórgia, Freeman fez seu bacharelado em matemática e filosofia pela Universidade Duke em 1973, e doutorado em filosofia pela Universidade Washington em St. Louis em 1978.
Foi professor na Universidade de Minnesota e na Wharton School. Atualmente é Professor de Administração de Empresas na Darden School da Universidade da Virgínia e diretor acadêmico do Business Roundtable Institute for Corporate Ethics - além de diretor do Darden's Olsson Center for Applied Ethics.
Em 2001, Freeman recebeu o Pioneer Award for Lifetime Achievement do World Resources Institute (WRI). Em 2005 foi homenageado com Outstanding Faculty Award pelo Conselho Estadual de Educação Superior da Virgínia.

## Trabalho
Freeman é reconhecido por seu trabalho sobre a teoria do stakeholder, publicado originalmente em seu livro de 1984 , Strategic Management: A Stakeholder Approach.

### Teoria do stakheolder
A teoria das partes interessadas é uma teoria de gestão organizacional e ética empresarial que aborda a moral e os valores na gestão de uma organização. Foi originalmente detalhado por Freeman no livro Strategic Management: a Stakeholder Approach, onde identifica e modela os grupos que são stakeholders de uma corporação.
Na visão tradicional da empresa, a visão dos acionistas, a empresa tem o dever fiduciário vinculativo de colocar as necessidades dos acionistas em primeiro lugar, para aumentar o valor para eles. No entanto, a teoria das partes interessadas argumenta que existem outras partes envolvidas, incluindo órgãos governamentais, grupos políticos, associações comerciais, sindicatos, comunidades, financiadores, fornecedores, funcionários e clientes.
Às vezes, até os concorrentes são considerados partes interessadas – sendo o seu estatuto derivado da sua capacidade de afetar a empresa e as outras partes interessadas moralmente legítimas. A natureza do que é uma parte interessada é altamente contestada, com diversas definições existentes na literatura acadêmica.

### Responsabilidade social corporativa
A responsabilidade social corporativa (RSE) é uma forma de autorregulação corporativa integrada a um modelo de negócios. A política de RSE funciona como um mecanismo integrado e autorregulador através do qual uma empresa monitoriza e garante a sua conformidade ativa dentro do espírito da lei, dos padrões éticos e das normas internacionais. A RSE é um processo que visa assumir a responsabilidade pelas ações da empresa e incentivar um impacto positivo através das suas atividades no ambiente, nos consumidores, nos funcionários, nas comunidades, nas partes interessadas e em todos os outros membros da esfera pública que também possam ser considerados partes interessadas.
O termo "responsabilidade social corporativa" passou a ser de uso comum no final da década de 1960 e início da década de 1970, depois que muitas empresas multinacionais adotarem o termo partes interessadas, significando aqueles sobre quem as atividades de uma organização têm impacto.
Os proponentes argumentam que as empresas obtêm mais lucros a longo prazo operando com uma perspectiva, enquanto os críticos argumentam que a RSE desvia a atenção do papel económico das empresas. Outros argumentam que a RSE é apenas uma fachada ou uma tentativa de antecipar o papel dos governos como vigilantes das poderosas empresas multinacionais. A antecipação de tais conceitos aparece em uma publicação publicada em 1968 pelo economista italiano Giancarlo Pallavicini, criador do “Método de decomposição dos parâmetros” para o cálculo dos resultados não custa diretamente aos negócios, no que diz respeito a questões éticas, moral, social, cultural e ambiental.